# Ceboruco
Ceboruco é um vulcão do estado de Nayarit, no México, a 2164 m de altitude, situado nas ramificações da Serra Madre Ocidental.